# Ротенфелс
Ротенфелс (њем. Rothenfels) град је у њемачкој савезној држави Баварска. Једно је од 40 општинских средишта округа Мајна-Шпесарт. Према процјени из 2010. у граду је живјело 1.033 становника. Посједује регионалну шифру (AGS) 9677181.

## Географски и демографски подаци
Ротенфелс се налази у савезној држави Баварска у округу Мајна-Шпесарт. Град се налази на надморској висини од 154 метра. Површина општине износи 12,1 km². У самом граду је, према процјени из 2010. године, живјело 1.033 становника. Просјечна густина становништва износи 86 становника/km².